# Euprosthenops schenkeli
Espèce
Synonymes
- Euprosthenomma schenkeli Roewer, 1955

Euprosthenops schenkeli est une espèce d'araignées aranéomorphes de la famille des Pisauridae.

## Distribution
Cette espèce se rencontre en Afrique de l'Est.

## Description
La femelle holotype mesure 24 mm.

## Étymologie
Cette espèce est nommée en l'honneur d'Ehrenfried Schenkel.

## Publication originale
- Roewer, 1955 : Araneae Lycosaeformia I. (Agelenidae, Hahniidae, Pisauridae) mit Berücksichtigung aller Arten der äthiopischen Region. Exploration du Parc National de l'Upemba Mission G. F. De Witte, vol. 30, p. 1-420.